# François Maury
Pour les articles homonymes, voir Maury.
François Maury, né le 3 mars 1861 à Marseille et mort dans la même ville le 29 juin 1933, est un peintre français.

## Biographie
François Maury est recensé en 1876, à l'âge de 15 ans, au 1 rue des Trois-Mages à Marseille avec la profession de peintre. Il étudie à l'École des Beaux-Arts de Marseille où il obtient en 1880 les premiers prix de peinture et de dessin, et l'année suivante le prix Jules Cantini. Il poursuit sa formation artistique à l'Académie Julian à Paris. De 1885 à 1905, il expose au Salon des artistes français, dont il devient sociétaire, et au Salon d'Automne à Paris.
C'est principalement dans le paysage et le portrait qu'il affirme son talent. Il peint les paysages de sa Provence natale, de la Savoie et de Paris. Il anime quelques-unes de ses œuvres de scènes joyeuses, de femmes rondes, de nymphes ou de personnages légendaires qui font penser à la peinture d'Adolphe Monticelli par qui il est très influencé et qu'il admire.

## Expositions
- 1953 : Monticelli et le baroque provençal, Orangerie des Tuileries, Paris, du 19 juin au 15 septembre[5].
- 1969 : Première rétrospective de François Maury (1861-1933), Galerie Art et Restauration, Marseille, du 5 au 31 décembre[6].
- 2001 : Femmes en Provence et Méditerranée, Fondation Regards de Provence, château Borély, Marseille, du 1er juin au 7 octobre[5].

## Œuvres dans les collections publiques
- Marseille
  - musée des Beaux-Arts :
    - Fête villageoise[7] ;
    - Venise[8] ;
    - Barques à Venise[9] ;
    - Portrait de J.Baudin[10] ;
    - Portrait de Monsieur Peyre[11].
    - La Mare au soleil couchant[12]

  - musée Cantini :
    - Baigneuses[13] ;
    - Idylle[14] ;
    - Parc[15] ;
    - Sous-bois[16] ;
    - Marine[17] ;
    - Balançoire[18] ;
    - Paysage[19] ;
    - L'Attente[20] ;
    - L'Enlèvement d'Europe[21] ;
    - Sainte Cécile[22] ;
    - Nymphes dansant[23] ;
    - Paysage 1905[24] ;
    - Coin de ferme[25] ;
    - Suzanne au bain[26] ;
    - Assemblée dans un parc[27] ;
    - Sérénade sur la Ferdosse[28] ;
    - Paysage aux logis neufs[29] ;
    - La Vieillesse de Marino Faliero[30] ;
    - La Mare sous bois[31] ;
    - Effet de soleil couchant[32] ;
    - Le Buveur[33].
- Toulon, musée d'Art : Paysage provençal.

Œuvres de François Maury
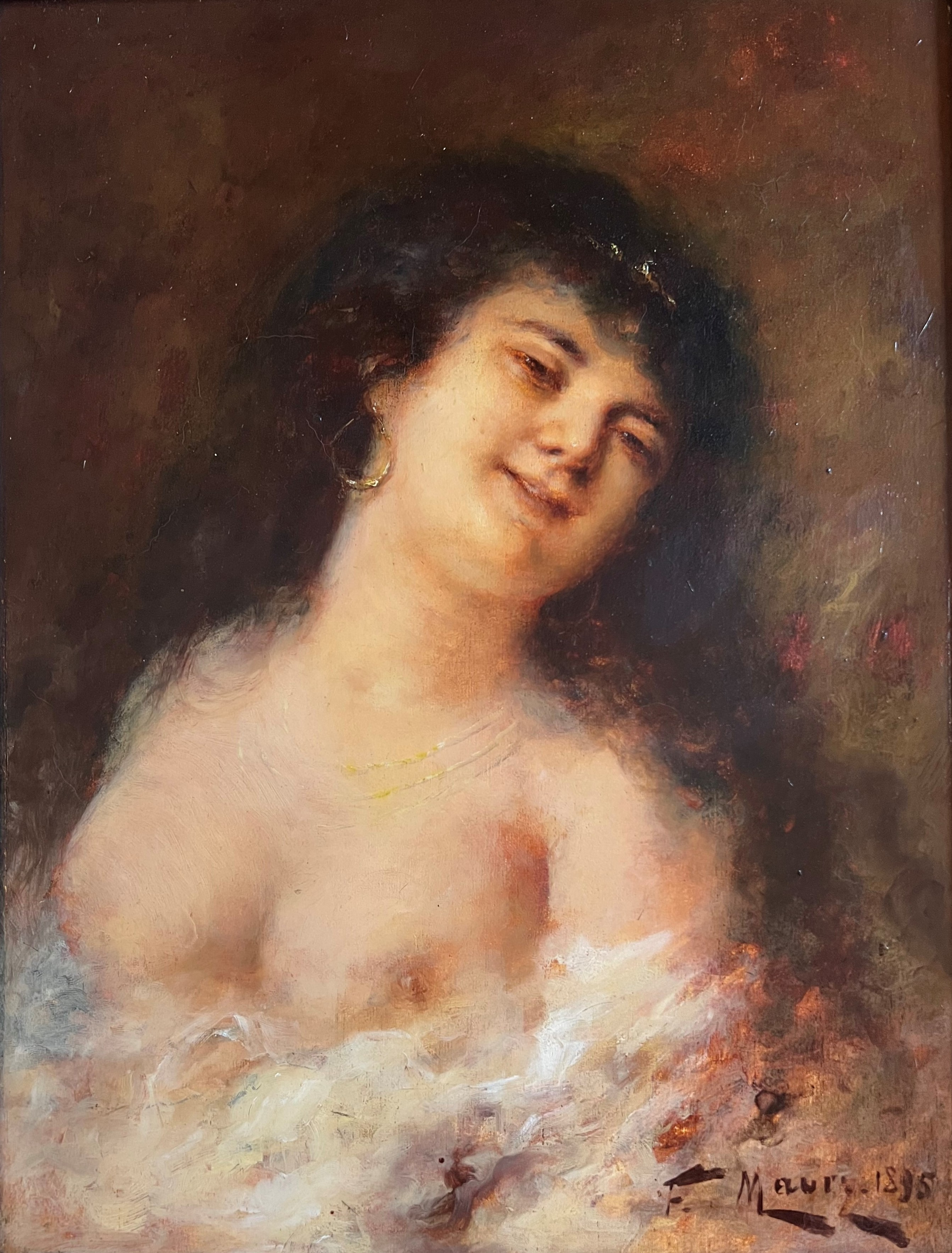
Femme aux créoles[34], localisation inconnue.
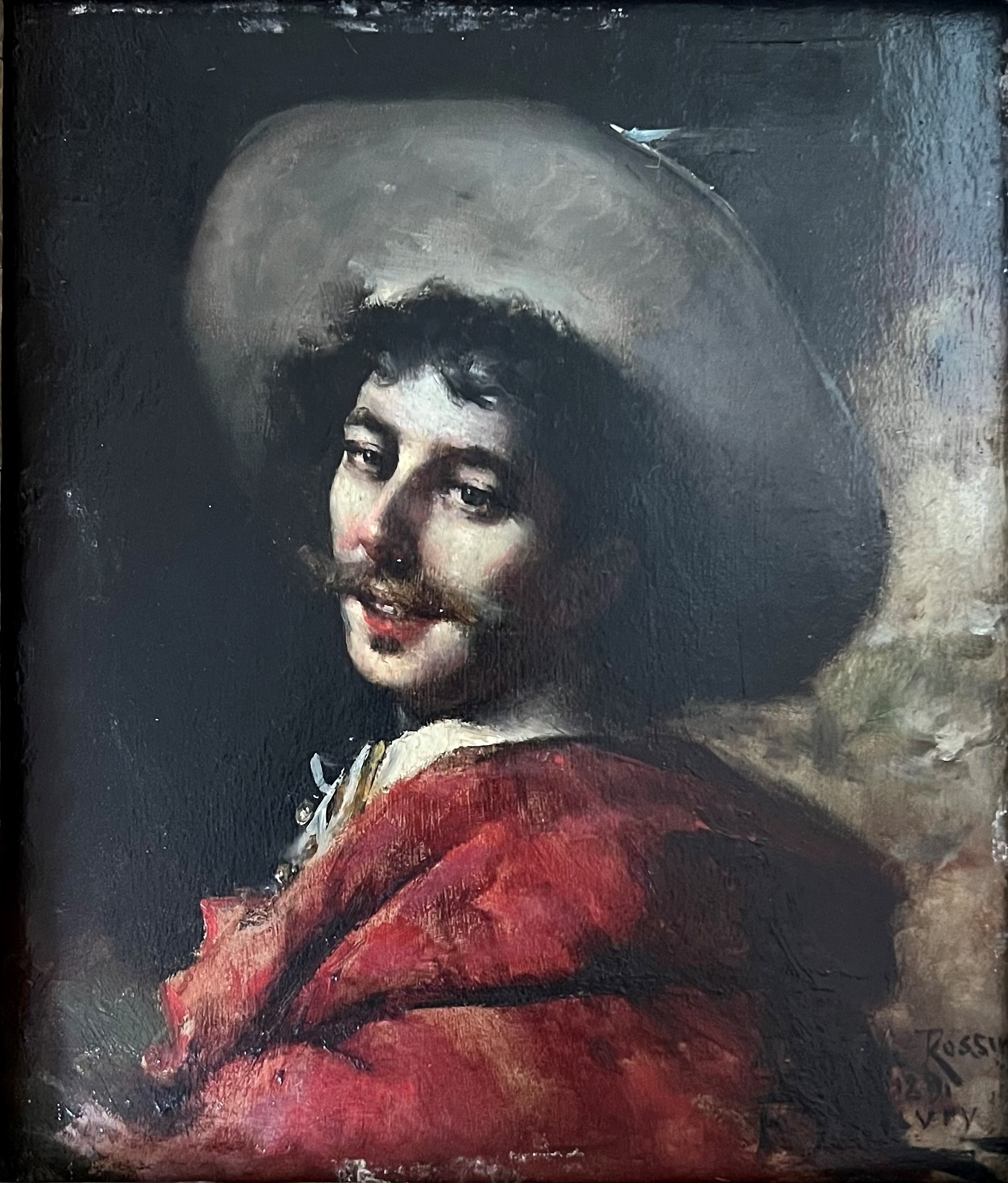
Portrait d'un homme italien[35], localisation inconnue.
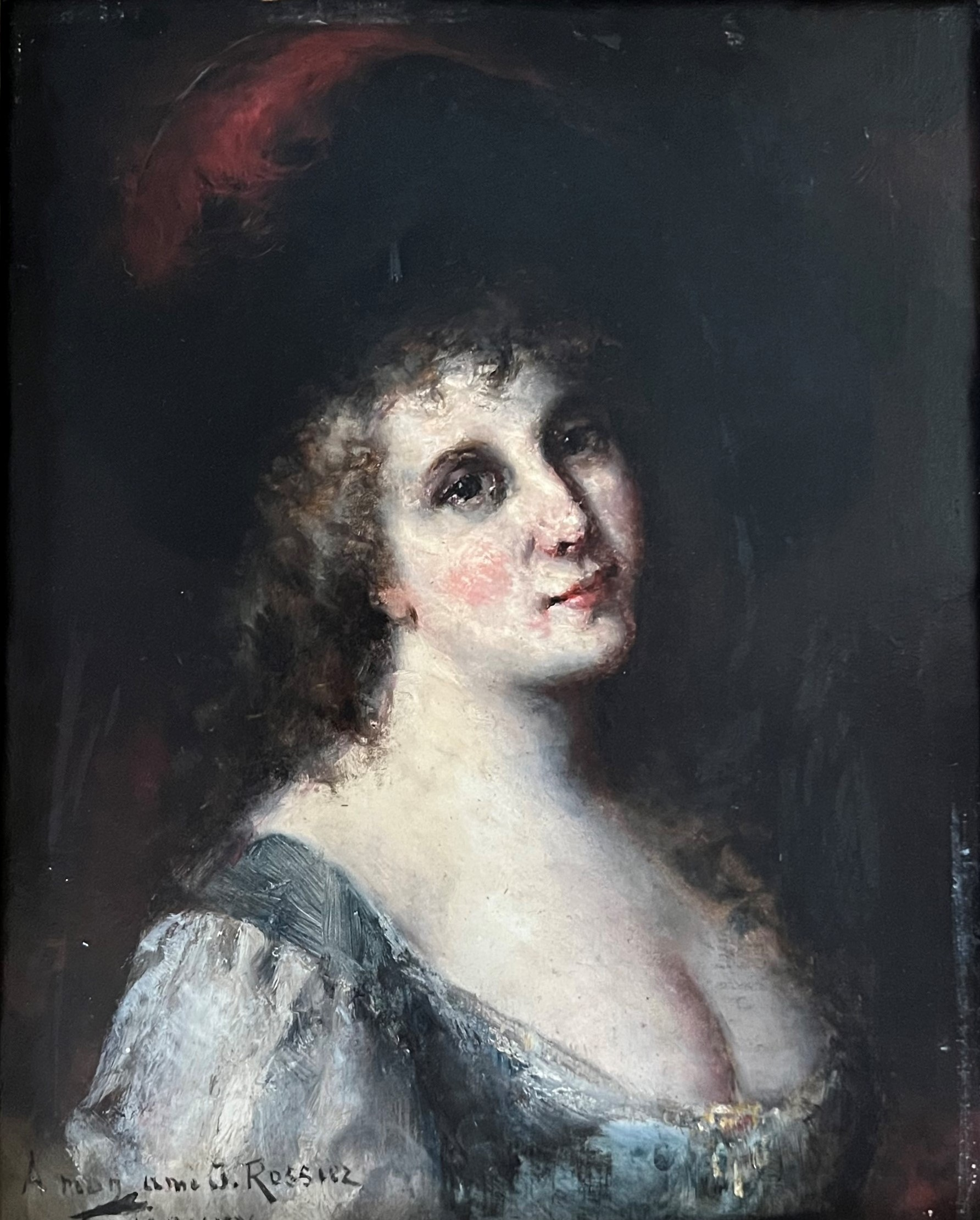
Portrait d'une femme italienne[35], localisation inconnue.
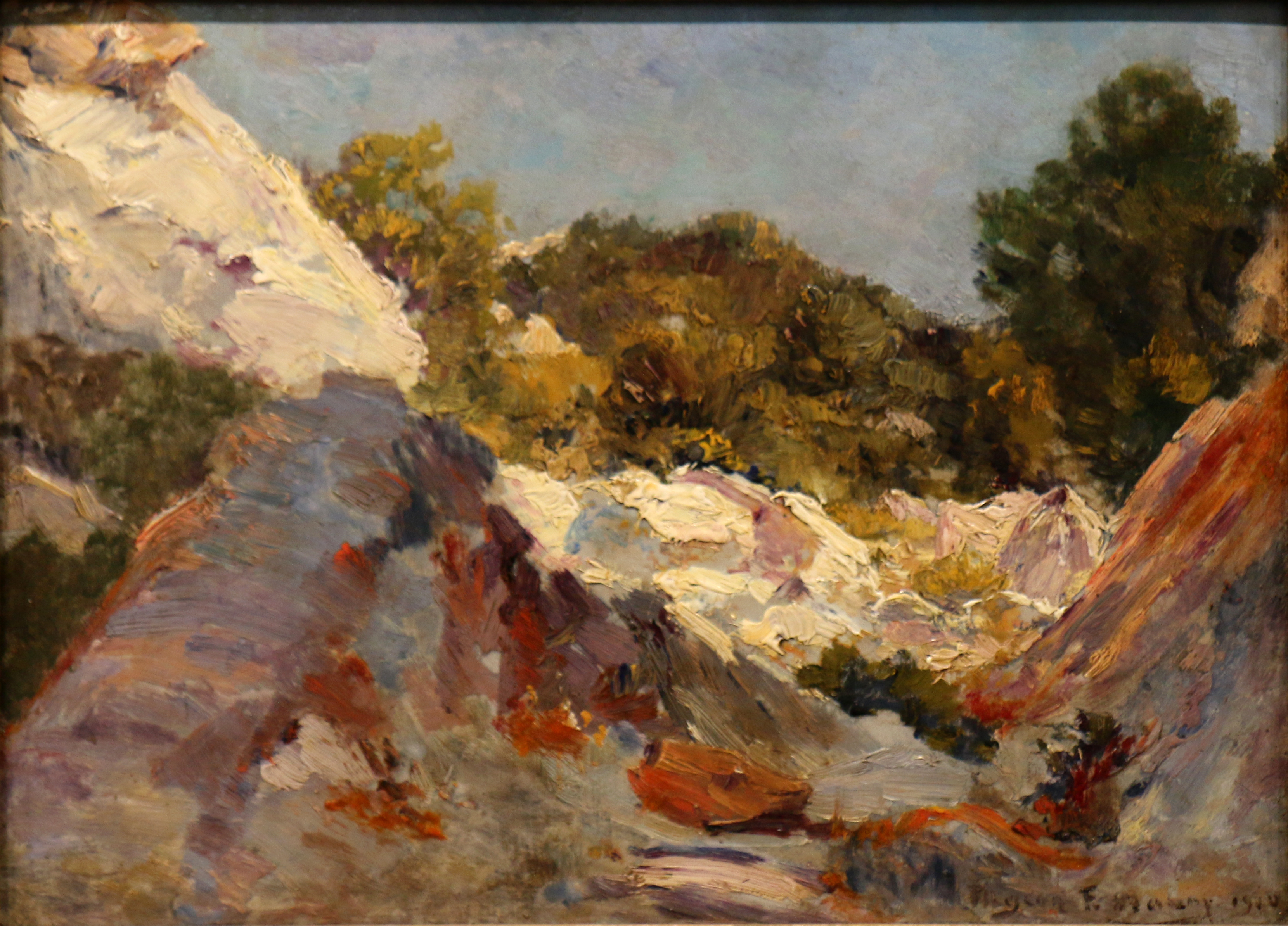
Paysage provençal  musée d'Art de Toulon.
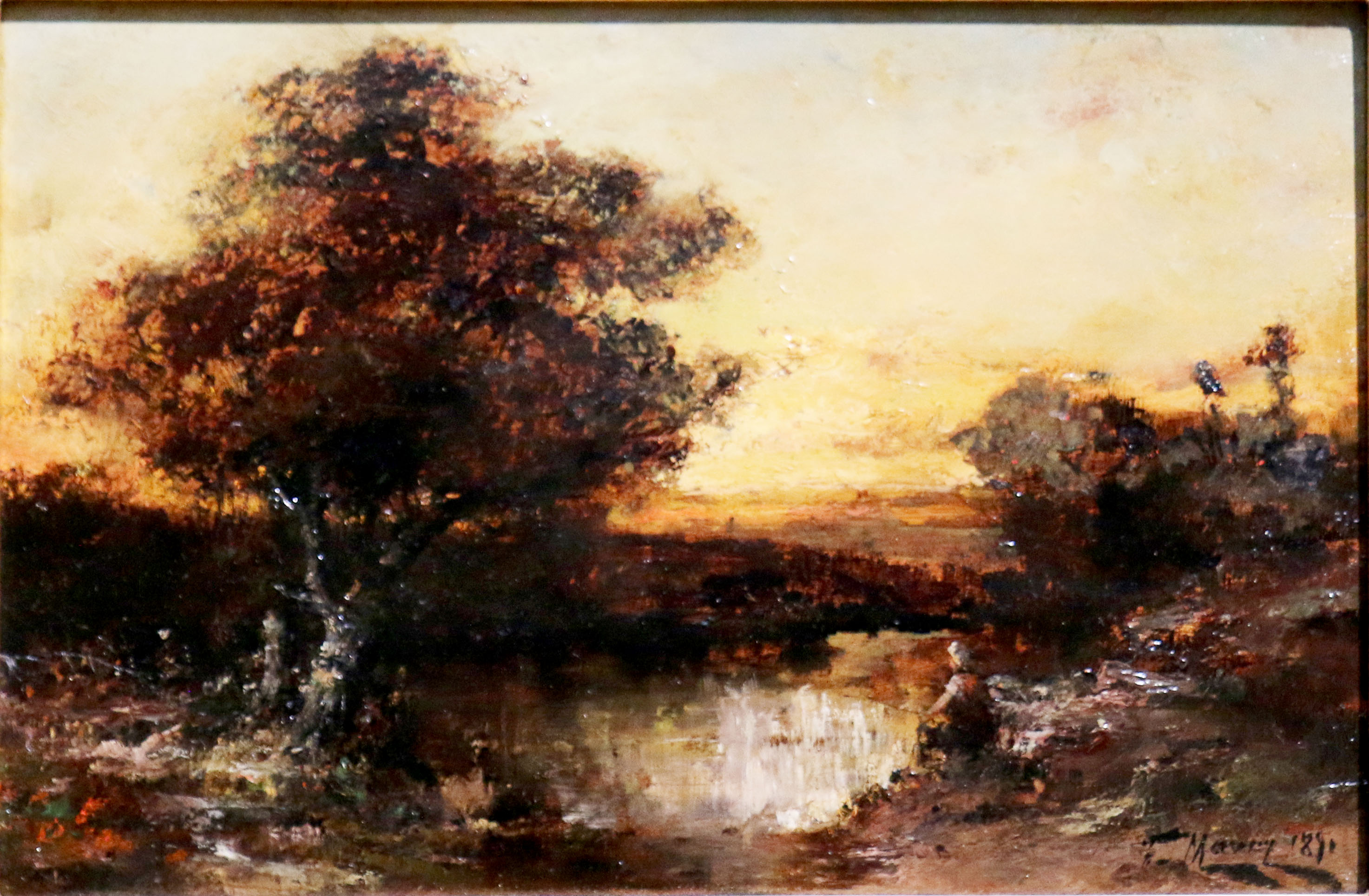
La Mare au soleil couchant  musée des Beaux-Arts de Marseille.
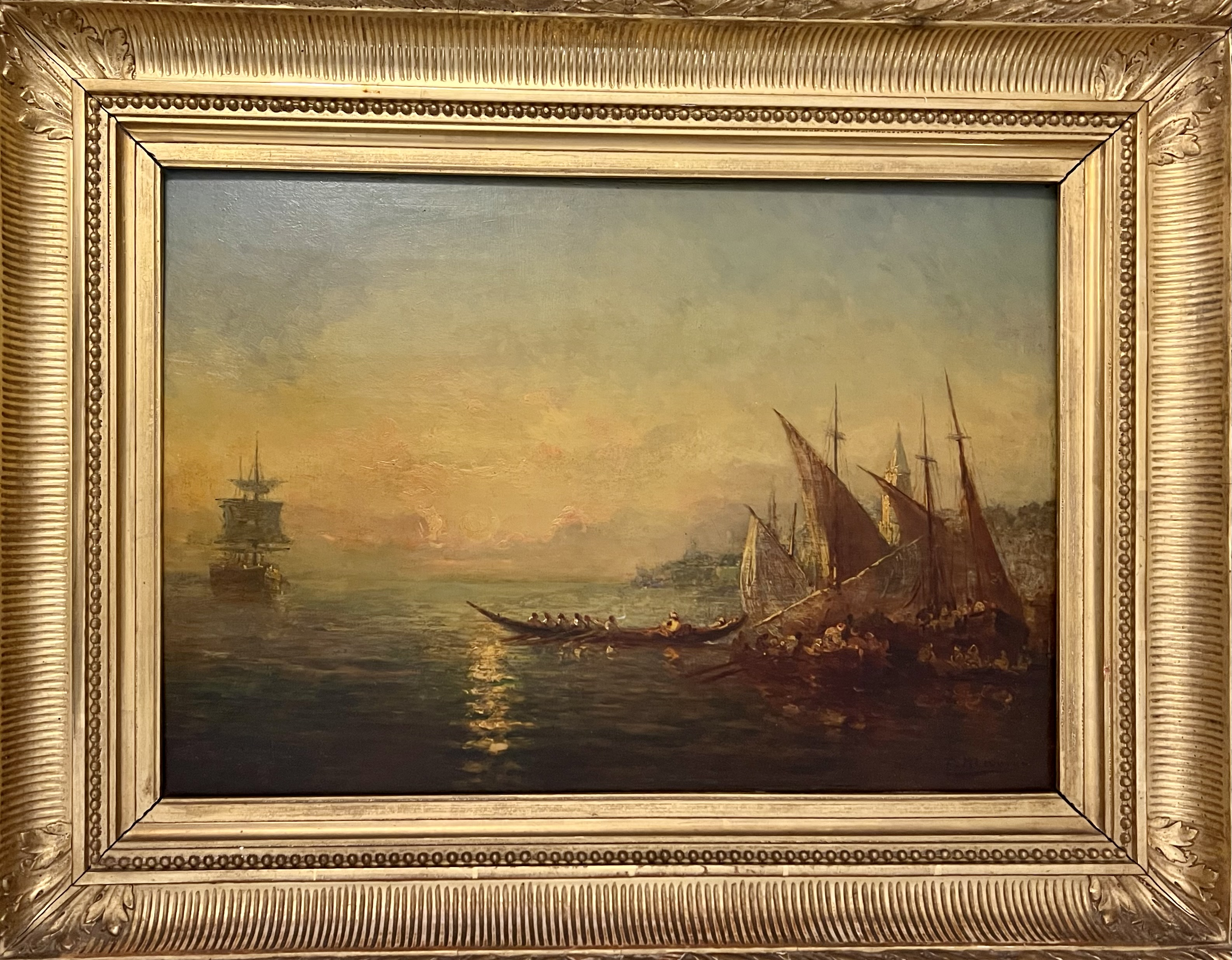
Le Bosphore à Constantinople, localisation inconnue.

## Hommages
- Un square de Marseille porte son nom[36].